# Cuto Estévez
Cuto Estévez (Enrique Elias Elisio Estévez Pacheco; * 24. November 1915 in Moca; † 30. September 1985 in Seibo) war ein dominikanischer Musiker und Komponist.
Estévez komponierte den Bolero Todo me gusta de tí, der in der Interpretation des Sängers Alberto Beltrán mit den kubanischen Sonora Matancera berühmt wurde. Er war Trompeter im Orchester von Billo Frómeta und Mitglied des Orchesters der dominikanischen Armee. Später leitete er verschiedene städtische Kapellen, bevor er sich schließlich in Seibo niederließ.